# Tôi là... người chiến thắng
Tôi là người chiến thắng (tên cách điệu là Tôi là... người chiến thắng) là một cuộc thi ca hát trên truyền hình và là phiên bản Việt Nam chương trình The Winner Is của Talpa International. Chương trình do Đài Truyền hình Thành phố Hồ Chí Minh và công ty Đông Tây Promotion phối hợp sản xuất, là cuộc thi dành cho mọi đối tượng có tài năng và giọng hát hay trên toàn quốc, tham gia trình diễn qua các hình thức đơn ca và nhóm ca.
Trong chương trình, các thí sinh sẽ tranh tài với nhau bằng giọng hát của mình để chinh phục 101 vị giám khảo tại trường quay. Tổng giá trị giải thưởng của chương trình lên đến hơn 1 tỷ đồng, trong đó người chiến thắng cuối cùng sẽ nhận giải thưởng tiền mặt trị giá 300.000.000 đồng cùng một đĩa đơn do hãng ghi âm Universal thực hiện.
Mùa đầu tiên của Tôi là người chiến thắng đã được phát sóng vào 21:00 thứ 7 và chủ nhật hàng tuần trên kênh HTV7 từ ngày 25 tháng 5 năm 2013, với 12 số phát sóng. Trong đó, vòng loại được ghi hình và phát sóng 8 số. Từ vòng tứ kết trở đi, chương trình sẽ được truyền hình trực tiếp. 
Sau đêm chung kết của mùa thứ ba vào ngày 27 tháng 9 năm 2015, chương trình đã được thông báo dừng sản xuất vì lý do kinh phí.

## Mùa 1
100 giám khảo là các chuyên viên âm nhạc hoặc khán giả yêu thích âm nhạc tham gia cùng với giám khảo chính Siu Black. Tuy nhiên đến trước loạt trận vòng 1/8, Siu Black vì một số vấn đề cá nhân đã không còn làm giám khảo chính cho chương trình; vị trí này được chuyển cho Hoài Linh.
Chú thích
     Thí sinh chiến thắng trực tiếp trong cặp đấu.
     Thí sinh không thương lượng nhưng thua cuộc.
     Thí sinh chấp nhận thương lượng và ra về.

### Kết quả
|  | Vòng loại | Vòng loại                                       | Vòng loại            |     |                      | Vòng tứ kết        | Vòng tứ kết | Vòng tứ kết |  |     | Bán kết         | Bán kết | Bán kết |  |     | Chung kết            | Chung kết | Chung kết |
|  |           |                                                 |                      |     |                      |                    |             |             |  |     |                 |         |         |  |     |                      |           |           |
|  | GUY       | Nguyễn Tuấn Nghĩa                               | 46                   |     |                      |                    |             |             |  |     |                 |         |         |  |     |                      |           |           |
|  | GRL       | Nguyễn Thị Lệ Ngọc                              | 55                   |     |                      |                    |             |             |  |     |                 |         |         |  |     |                      |           |           |
|  | GRL       | Nguyễn Thị Lệ Ngọc                              | 55                   |     | GRL                  | Nguyễn Thị Lệ Ngọc | 40          |             |  |     |                 |         |         |  |     |                      |           |           |
|  |           |                                                 |                      |     | GRL                  | Nguyễn Thị Lệ Ngọc | 40          |             |  |     |                 |         |         |  |     |                      |           |           |
|  |           | GUY                                             | Nguyễn Quốc Huy Luân | 61  |                      |                    |             |             |  |     |                 |         |         |  |     |                      |           |           |
|  | STU       | GUY                                             | Nguyễn Quốc Huy Luân | 61  | Võ Xuân Hiển         | 67                 |             |             |  |     |                 |         |         |  |     |                      |           |           |
|  | STU       |                                                 |                      |     | Võ Xuân Hiển         | 67                 |             |             |  |     |                 |         |         |  |     |                      |           |           |
|  | MA        | Kỳ Phương                                       | 34                   |     |                      |                    |             |             |  |     |                 |         |         |  |     |                      |           |           |
|  | MA        | Kỳ Phương                                       | 34                   |     |                      |                    |             |             |  | MSG | Trần Quốc Thiên | 44      |         |  |     |                      |           |           |
|  |           |                                                 |                      |     |                      |                    |             |             |  | MSG | Trần Quốc Thiên | 44      |         |  |     |                      |           |           |
|  |           | GUY                                             | Nguyễn Quốc Huy Luân | 57  |                      |                    |             |             |  |     |                 |         |         |  |     |                      |           |           |
|  | CEL       | GUY                                             | Nguyễn Quốc Huy Luân | 57  | Đặng Thị Hoài Trinh  | 40                 |             |             |  |     |                 |         |         |  |     |                      |           |           |
|  | CEL       |                                                 |                      |     | Đặng Thị Hoài Trinh  | 40                 |             |             |  |     |                 |         |         |  |     |                      |           |           |
|  | GRP       | It's Time                                       | 61                   |     |                      |                    |             |             |  |     |                 |         |         |  |     |                      |           |           |
|  | GRP       | It's Time                                       | 61                   |     | MSG                  | Trần Quốc Thiên    | 53          |             |  |     |                 |         |         |  |     |                      |           |           |
|  |           |                                                 |                      |     | MSG                  | Trần Quốc Thiên    | 53          |             |  |     |                 |         |         |  |     |                      |           |           |
|  |           | MSG                                             | Nguyễn Ngọc Minh     | 48  |                      |                    |             |             |  |     |                 |         |         |  |     |                      |           |           |
|  | MSG       | MSG                                             | Nguyễn Ngọc Minh     | 48  | Trần Quốc Thiên      | 64                 |             |             |  |     |                 |         |         |  |     |                      |           |           |
|  | MSG       |                                                 |                      |     | Trần Quốc Thiên      | 64                 |             |             |  |     |                 |         |         |  |     |                      |           |           |
|  | FSG       | Anh Thúy                                        | 37                   |     |                      |                    |             |             |  |     |                 |         |         |  |     |                      |           |           |
|  | FSG       | Anh Thúy                                        | 37                   |     |                      |                    |             |             |  |     |                 |         |         |  | GUY | Nguyễn Quốc Huy Luân | 42        |           |
|  |           | (Pairings are re-seeded after the first round.) |                      |     |                      |                    |             |             |  |     |                 |         |         |  | GUY | Nguyễn Quốc Huy Luân | 42        |           |
|  |           | STU                                             | Trần Hải Châu        | 159 |                      |                    |             |             |  |     |                 |         |         |  |     |                      |           |           |
|  | CEL       | STU                                             | Trần Hải Châu        | 159 | Lê Thị Tú Vi         | 27                 |             |             |  |     |                 |         |         |  |     |                      |           |           |
|  | CEL       |                                                 |                      |     | Lê Thị Tú Vi         | 27                 |             |             |  |     |                 |         |         |  |     |                      |           |           |
|  | GRP       | Dòng Thời Gian                                  | 74                   |     |                      |                    |             |             |  |     |                 |         |         |  |     |                      |           |           |
|  | GRP       | Dòng Thời Gian                                  | 74                   |     | STU                  | Võ Xuân Hiển       | 16          |             |  |     |                 |         |         |  |     |                      |           |           |
|  |           |                                                 |                      |     | STU                  | Võ Xuân Hiển       | 16          |             |  |     |                 |         |         |  |     |                      |           |           |
|  |           | STU                                             | Trần Hải Châu        | 85  |                      |                    |             |             |  |     |                 |         |         |  |     |                      |           |           |
|  | GUY       | STU                                             | Trần Hải Châu        | 85  | Nguyễn Quốc Huy Luân | 60                 |             |             |  |     |                 |         |         |  |     |                      |           |           |
|  | GUY       |                                                 |                      |     | Nguyễn Quốc Huy Luân | 60                 |             |             |  |     |                 |         |         |  |     |                      |           |           |
|  | GRL       | Nguyễn Thị Thùy Linh                            | 41                   |     |                      |                    |             |             |  |     |                 |         |         |  |     |                      |           |           |
|  | GRL       | Nguyễn Thị Thùy Linh                            | 41                   |     |                      |                    |             |             |  | GRP | Dòng Thời Gian  | 11      |         |  |     |                      |           |           |
|  |           |                                                 |                      |     |                      |                    |             |             |  | GRP | Dòng Thời Gian  | 11      |         |  |     |                      |           |           |
|  |           | STU                                             | Trần Hải Châu        | 90  |                      |                    |             |             |  |     |                 |         |         |  |     |                      |           |           |
|  | MA        | STU                                             | Trần Hải Châu        | 90  | Đặng Thị Lệ Hoa      | 10                 |             |             |  |     |                 |         |         |  |     |                      |           |           |
|  | MA        |                                                 |                      |     | Đặng Thị Lệ Hoa      | 10                 |             |             |  |     |                 |         |         |  |     |                      |           |           |
|  | STU       | Trần Hải Châu                                   | 91                   |     |                      |                    |             |             |  |     |                 |         |         |  |     |                      |           |           |
|  | STU       | Trần Hải Châu                                   | 91                   |     | GRP                  | It's Time          | 41          |             |  |     |                 |         |         |  |     |                      |           |           |
|  |           |                                                 |                      |     | GRP                  | It's Time          | 41          |             |  |     |                 |         |         |  |     |                      |           |           |
|  |           | GRP                                             | Dòng Thời Gian       | 60  |                      |                    |             |             |  |     |                 |         |         |  |     |                      |           |           |
|  | MSG       | GRP                                             | Dòng Thời Gian       | 60  | Nguyễn Ngọc Minh     | 58                 |             |             |  |     |                 |         |         |  |     |                      |           |           |
|  | MSG       |                                                 |                      |     | Nguyễn Ngọc Minh     | 58                 |             |             |  |     |                 |         |         |  |     |                      |           |           |
|  | FSG       | H'Zina Bya                                      | 43                   |     |                      |                    |             |             |  |     |                 |         |         |  |     |                      |           |           |

### Vòng bảng

#### Tập 1: Nhóm nữ
Phát sóng: 25/05/2013
| Vòng 1            | Vòng 1                                                        | Vòng 1                    | Vòng 1     | Vòng 1 |
| ----------------- | ------------------------------------------------------------- | ------------------------- | ---------- | ------ |
| Tiền thương lượng | Bài hát thể hiện (Sáng tác)                                   | Thí sinh (Số điểm)        | Kết quả    |        |
| N/A               | "Sao ta lặng im" (Nguyễn Hồng Thuận)                          | Nguyễn Thị Lệ Ngọc (78)   | Fast Track |        |
| N/A               | "Như vẫn còn đây" (Phúc Trường)                               | Trần Dương Uyên Thy (35)  | Bị loại    |        |
| N/A               | "Người em yêu mãi" (Hải Âu)                                   | Nguyễn Thu Hiền (58)      | Bị loại    |        |
| N/A               | "Son" (Đức Nghĩa)                                             | Nguyễn Thị Thùy Linh (78) | Đi tiếp    |        |
| N/A               | "Cảm ơn tình yêu" (Huy Tuấn)                                  | Vũ Minh Trang (31)        | Bị loại    |        |
| N/A               | "Đâu phải bởi mùa thu" (Phú Quang; Giáng Vân)                 | Võ Vũ Thùy Dung (39)      | Bị loại    |        |
| N/A               | "Đời bỗng vui" (Đức Trí)                                      | Lê Thị Bích Ngọc (70)     | Đi tiếp    |        |
| N/A               | "Yêu mình anh" (Dada)                                         | Nguyễn Phương Thùy (75)   | Đi tiếp    |        |
| Vòng 2            |                                                               |                           |            |        |
| Tiền thương lượng | Bài hát thể hiện (Sáng tác)                                   | Thí sinh (Số điểm)        | Kết quả    |        |
| 10,000,000 ₫      | "Anh mãi là" (Hồ Hoài Anh)                                    | Lê Thị Bích Ngọc (29)     | Thua       |        |
| 10,000,000 ₫      | "Mong anh về" (Dương Cầm)                                     | Nguyễn Thị Thùy Linh (72) | Thắng      |        |
| 10,000,000 ₫      | "Cám ơn anh" (Minh Thụy)                                      | Nguyễn Phương Thùy (39)   | Thua       |        |
| 10,000,000 ₫      | "Mãi mãi về sau" (Dương Khắc Linh, Thanh Bùi, Hoàng Huy Long) | Nguyễn Thị Lệ Ngọc (62)   | Thắng      |        |

#### Tập 2: Ca sĩ nam
Phát sóng: 01/06/2013
| Vòng 1            | Vòng 1                                          | Vòng 1                       | Vòng 1     | Vòng 1 |
| ----------------- | ----------------------------------------------- | ---------------------------- | ---------- | ------ |
| Tiền thương lượng | Bài hát thể hiện (Sáng tác)                     | Thí sinh (Số điểm)           | Kết quả    |        |
| N/A               | "Trái tim bên lề" (Khải Tuấn)                   | Trần Lân Nhã (70)            | Đi tiếp    |        |
| N/A               | "Say You'll Be There" (Spice Girls)             | Phạm Dũng Hà (52)            | Bị loại    |        |
| N/A               | "Lại gần hôn anh" (Phạm Duy)                    | Nguyễn Hoài Nam (41)         | Bị loại    |        |
| N/A               | "Góc tối" (Nguyễn Hải Phong)                    | Nguyễn Ngọc Minh (74)        | Đi tiếp    |        |
| N/A               | "Dấu yêu một thời" (Nguyễn Mạnh Quân)           | Nguyễn Mạnh Quân (68)        | Bị loại    |        |
| N/A               | "Xin chào! Xin chào!" (Đức Trí)                 | Trần Quốc Thiên (92)         | Fast Track |        |
| N/A               | "You Raise Me Up" (Secret Garden)               | Nguyễn Đức Quang (87)        | Đi tiếp    |        |
| N/A               | "Tình nhân" (Tăng Nhật Tuệ)                     | Lê Việt Anh (47)             | Bị loại    |        |
| Vòng 2            |                                                 |                              |            |        |
| Tiền thương lượng | Bài hát thể hiện (Sáng tác)                     | Thí sinh (Số lượt bình chọn) | Kết quả    |        |
| 10,000,000 ₫      | "Quỳnh" (Quốc Bảo)                              | Trần Lân Nhã (21)            | Thua       |        |
| 10,000,000 ₫      | "Yêu thương mong manh" (Đức Trí, Hà Quang Minh) | Nguyễn Ngọc Minh (80)        | Thắng      |        |
| 10,000,000 ₫      | "Brave" (Josh Groban)                           | Nguyễn Đức Quang (18)        | Thua       |        |
| 10,000,000 ₫      | "Lạc" (Toàn Thắng)                              | Trần Quốc Thiên (83)         | Thắng      |        |

#### Tập 3: Ban nhạc
Phát song: 08/06/2013
| Vòng 1            | Vòng 1                                    | Vòng 1              | Vòng 1     | Vòng 1 |
| ----------------- | ----------------------------------------- | ------------------- | ---------- | ------ |
| Tiền thương lượng | Bài hát thể hiện (Sáng tác)               | Thí sinh (Số điểm)  | Kết quả    |        |
| N/A               | "Yêu dấu theo gió bay" (Nguyễn Hoàng Duy) | TVM (32)            | Bị loại    |        |
| N/A               | "Vive la Vida"                            | Coco Band (44)      | Bị loại    |        |
| N/A               | "Love Me Tender" (Elvis Presley)          | Tóc Ngắn (73)       | Bị loại    |        |
| N/A               | "Ngôi sao ước mơ" (Nguyễn Hoàng Anh Minh) | VMen (85)           | Đi tiếp    |        |
| N/A               | "Nơi ấy" (Dương Khắc Linh, Hà Okio)       | It's Time (85)      | Đi tiếp    |        |
| N/A               | "Hương ngọc lan" (Anh Quân)               | Dòng Thời Gian (95) | Fast Track |        |
| N/A               | "Im lặng" (Trương Thanh Hiếu)             | Nhật Nguyệt (51)    | Bị loại    |        |
| N/A               | "Larger than Life" (Backstreet Boys)      | The Leaders (80)    | Đi tiếp    |        |
| Vòng 2            |                                           |                     |            |        |
| Tiền thương lượng | Bài hát thể hiện (Sáng tác)               | Thí sinh (Số điểm)  | Kết quả    |        |
| 10,000,000 ₫      | "One More Night" (Maroon 5)               | The Leader (47)     | Thua       |        |
| 10,000,000 ₫      | "Lạc lối" (Hồ Hoài Anh)                   | It's Time (54)      | Thắng      |        |
| 10,000,000 ₫      | "Love to Be Loved by You" (Marc Terenzi)  | VMen (24)           | Thua       |        |
| 10,000,000 ₫      | "Time to Say Goodbye"                     | Dòng Thời Gian (77) | Thắng      |        |

#### Tập 4: Trung niên
Phát sóng: 15/06/2013
| Vòng 1            | Vòng 1                                                         | Vòng 1                 | Vòng 1     | Vòng 1 |
| ----------------- | -------------------------------------------------------------- | ---------------------- | ---------- | ------ |
| Tiền thương lượng | Bài hát thể hiện (Sáng tác)                                    | Thí sinh (Số điểm)     | Kết quả    |        |
| N/A               | "Bánh xe lãng tử" (Trọng Khương)                               | Phạm Hoàng Nga (76)    | Đi tiếp    |        |
| N/A               | "Nỗi lòng người đi" (Anh Bằng)                                 | Đặng Phi Sơn (44)      | Bị loại    |        |
| N/A               | "Nhớ em" (himself)                                             | Kỳ Phương (75)         | Đi tiếp    |        |
| N/A               | "Tình 2000" (Võ Thiện Thanh)                                   | Đặng Thị Lệ Hoa (76)   | Đi tiếp    |        |
| N/A               | "Imagine" (John Lennon)                                        | Y Thanh (70)           | Bị loại    |        |
| N/A               | "Xin còn gọi tên nhau" (Trường Sa)                             | Lê Thị Duy Thủy (45)   | Bị loại    |        |
| N/A               | "Bản tình cuối" (Ngô Thụy Miên)                                | Thái Sơn               | Bị loại    |        |
| N/A               | "I Hate Myself for Loving You" (Joan Jett and the Blackhearts) | Phạm Thị Bạch Lan (82) | Fast Track |        |
| Vòng 2            |                                                                |                        |            |        |
| Tiền thương lượng | Bài hát thể hiện (Sáng tác)                                    | Thí sinh (Số điểm)     | Kết quả    |        |
| 10,000,000 ₫      | "Vết lăn trầm" (Trịnh Công Sơn)                                | Phạm Hoàng Nga (37)    | Thua       |        |
| 10,000,000 ₫      | "Cho người tình xa" (Kỳ Phương)                                | Kỳ Phương (64)         | Thắng      |        |
| 10,000,000 ₫      | "Hurt" (Christina Aguilera)                                    | Đặng Thị Lệ Hoa (59)   | Thắng      |        |
| 10,000,000 ₫      | "Trả hết cho người" (Lê Hựu Hà)                                | Phạm Thị Bạch Lan (42) | Thua       |        |

#### Tập 5: Học sinh - Sinh viên
Phát sóng: 22/06/2013
| Vòng 1            | Vòng 1                                 | Vòng 1                     | Vòng 1     | Vòng 1 |
| ----------------- | -------------------------------------- | -------------------------- | ---------- | ------ |
| Tiền thương lượng | Bài hát thể hiện (Sáng tác)            | Thí sinh (Số điểm)         | Kết quả    |        |
| N/A               | "Sẽ mãi bên nhau" by Hồ Ngọc Hà        | Ngô Thủy Tiên (14)         | Bị loại    |        |
| N/A               | "Torna a Surriento"                    | Nguyễn Thành Trung (77)    | Đi tiếp    |        |
| N/A               | "Nếu như anh đến" (Văn Mai Hương)      | Nguyễn Thị Mai Phương (16) | Bị loại    |        |
| N/A               | "Khoảng trời của bé" (Nguyễn Duy Hùng) | Võ Xuân Hiển (91)          | Fast Track |        |
| N/A               | "Set Fire to the Rain" (Adele)         | Trần Hải Châu (73)         | Đi tiếp    |        |
| N/A               | "Thu cuối" (Mr.T feat. Yanbi)          | Võ Đình Hiếu (39)          | Bị loại    |        |
| N/A               | "Dù có cách xa" (Đinh Mạnh Ninh)       | Trần Giang Đại Hoàng (48)  | Bị loại    |        |
| N/A               | "Taxi" (Thu Minh)                      | Phan Thị Thanh Nga (66)    | Đi tiếp    |        |
| Vòng 2            |                                        |                            |            |        |
| Tiền thương lượng | Bài hát thể hiện (Sáng tác)            | Thí sinh (Số điểm)         | Kết quả    |        |
| 10,000,000 ₫      | "Anh" (Xuân Phương)                    | Phan Thị Thanh Nga (7)     | Thua       |        |
| 10,000,000 ₫      | "Rolling in the Deep" (Adele)          | Trần Hải Châu (94)         | Thắng      |        |
| 10,000,000 ₫      | "Lá đỏ" (Hoàng Hiệp, Nguyễn Đình Thi)  | Nguyễn Thành Trung (13)    | Thua       |        |
| 10,000,000 ₫      | "Radio" (Hà Anh Tuấn)                  | Võ Xuân Hiển (88)          | Thắng      |        |

#### Tập 6: Nhóm Nam
Phát sóng: 29/06/2013
| Vòng 1            | Vòng 1                                         | Vòng 1                    | Vòng 1     | Vòng 1 |
| ----------------- | ---------------------------------------------- | ------------------------- | ---------- | ------ |
| Tiền thương lượng | Bài hát thể hiện (Sáng tác)                    | Thí sinh (Số điểm)        | Kết quả    |        |
| N/A               | "Tâm hồn của đá" (Bức Tường)                   | Hồ Minh Ngọc (35)         | Bị loại    |        |
| N/A               | "Vệt nắng cuối trời" (Tiến Minh)               | Nguyễn Công Hiếu (34)     | Bị loại    |        |
| N/A               | "Phôi pha" (Trịnh Công Sơn)                    | Nguyễn Quốc Huy Luân (83) | Đi tiếp    |        |
| N/A               | "Đổi thay" (Kim Tuấn)                          | Nguyễn Văn Đức (24)       | Bị loại    |        |
| N/A               | "Ain't No Sunshine" (Bill Withers)             | Thái Huy Sắc (90)         | Đi tiếp    |        |
| N/A               | "Gửi ngàn lời yêu" (Minh Vương, Lê Việt Khanh) | Nguyễn Tuấn Nghĩa (57)    | Đi tiếp    |        |
| N/A               | "Đến với nhau" (Dương Trường Giang)            | Phan Quang Hùng (35)      | Bị loại    |        |
| N/A               | "'O sole mio"                                  | Nguyễn Tiến Hưng (90)     | Fast Track |        |
| Vòng 2            |                                                |                           |            |        |
| Tiền thương lượng | Bài hát thể hiện (Sáng tác)                    | Thí sinh (Số điểm)        | Kết quả    |        |
| 10,000,000 ₫      | "Unchained Melody" (The Righteous Brothers)    | Nguyễn Tuấn Nghĩa (68)    | Thắng      |        |
| 10,000,000 ₫      | "Độc bước" (Trần Trung Đức)                    | Thái Huy Sắc (33)         | Thua       |        |
| 10,000,000 ₫      | "Lạc mất mùa xuân"/"Le Géant de papier"        | Nguyễn Quốc Huy Luân (52) | Thắng      |        |
| 10,000,000 ₫      | "Nơi đảo xa" (Thế Song)                        | Nguyễn Tiến Hưng (49)     | Thua       |        |

#### Tập 7: Ca sĩ nữ
Phát sóng: 06/07/2013
| Vòng 1            | Vòng 1                                      | Vòng 1                   | Vòng 1     | Vòng 1 |
| ----------------- | ------------------------------------------- | ------------------------ | ---------- | ------ |
| Tiền thương lượng | Bài hát thể hiện (Sáng tác)                 | Thí sinh (Số điểm)       | Kết quả    |        |
| N/A               | "Ngôi sao cô đơn" (Thanh Tùng)              | Anh Thúy (76)            | Đi tiếp    |        |
| N/A               | "Sa mạc tình yêu"/"Ai no shinkirou"         | Hà Thúy Anh (36)         | Bị loại    |        |
| N/A               | "Oops!... I Did It Again" (Britney Spears)  | Nguyễn Võ Lan Trinh (74) | Đi tiếp    |        |
| N/A               | "Biết đâu" (Thùy Hoàng Diễm)                | Thùy Hoàng Diễm (40)     | Bị loại    |        |
| N/A               | "Hush Hush; Hush Hush" (The Pussycat Dolls) | Lưu Hiền Trinh (82)      | Đi tiếp    |        |
| N/A               | "Trắng và đen" (Minh Thụy)                  | H'Zina Bya (90)          | Fast Track |        |
| N/A               | "Giấc mơ chỉ là giấc mơ" (Đức Trí)          | Nguyễn Thị Bảo Trâm (52) | Bị loại    |        |
| N/A               | "I Will Always Love You" (Whitney Houston)  | Lê Thị Hương Trà (57)    | Bị loại    |        |
| Vòng 2            |                                             |                          |            |        |
| Tiền thương lượng | Bài hát thể hiện (Sáng tác)                 | Thí sinh (Số điểm)       | Kết quả    |        |
| 10,000,000 ₫      | "Họa mi hót trong mưa" (Thanh Tùng)         | Lưu Hiền Trinh (44)      | Thua       |        |
| 10,000,000 ₫      | "To Love You More" (Céline Dion)            | Anh Thúy (57)            | Thắng      |        |
| 10,000,000 ₫      | "Ngày xưa Hoàng Thị" (Phạm Duy)             | Nguyễn Võ Lan Trinh (32) | Thua       |        |
| 10,000,000 ₫      | "Chuyện tình" (Anh Quân)                    | H'Zina Bya (69)          | Thắng      |        |

#### Tập 8: Nghệ sĩ
Phát sóng: 13/07/2013
| Vòng 1            | Vòng 1                                       | Vòng 1                     | Vòng 1        | Vòng 1 |
| ----------------- | -------------------------------------------- | -------------------------- | ------------- | ------ |
| Tiền thương lượng | Bài hát thể hiện (Sáng tác)                  | Thí sinh (Số điểm)         | Kết quả       |        |
| N/A               | "Còn ta với nồng nàn" (Quốc Bảo)             | Nguyễn Tuấn Nam (46)       | Bị loại       |        |
| N/A               | "Những ngày đẹp trời"/"Your Back Towards Me" | Lê Thị Tú Vi (53, 81)      | High/Đi tiếp1 |        |
| N/A               | "Thương thầm" (Vũ Quốc Việt)                 | Phạm Minh Luân (53, 47)    | High/Bị loại1 |        |
| N/A               | "Lạnh lùng" (Nguyễn Hoàng Duy)               | Đàm Thu Trang (36)         | Bị loại       |        |
| N/A               | "Còn đó chút hồng phai (Vũ Quốc Việt)        | Quách Ngọc Ngoan (48)      | Bị loại       |        |
| N/A               | "Feeling Good"                               | Đặng Thị Hoài Trinh (95)   | Fast Track    |        |
| N/A               | "Ngựa ô thương nhớ" (Trần Tiến)              | Nguyễn Hùng Thuận (53, 70) | High/Đi tiếp1 |        |
| N/A               | "Halo" by Beyoncé                            | Vũ Nguyễn Hà Anh (65)      | Đi tiếp       |        |
| Vòng 2            |                                              |                            |               |        |
| Tiền thương lượng | Bài hát thể hiện (Sáng tác)                  | Thí sinh (Số điểm)         | Kết quả       |        |
| 10,000,000 ₫      | "All That Jazz"                              | Vũ Nguyễn Hà Anh (33)      | Thua          |        |
| 10,000,000 ₫      | "Bleeding Love" by Leona Lewis               | Lê Thị Tú Vi (68)          | Thắng         |        |
| 10,000,000 ₫      | "Nếu điều đó xảy ra" (Ngọc Châu)             | Nguyễn Hùng Thuận (29)     | Thua          |        |
| 10,000,000 ₫      | "Trở lại tuổi thơ" (Anh Quân)                | Đặng Thị Hoài Trinh (72)   | Thắng         |        |

^1 Tú Vi, Minh Luân và Hùng Thuận đều có số điểm bằng nhau. Ở lần bình chọn thứ hai, Minh Luân bị loại với số điểm 47.

### Đêm Tứ kết
16 thí sinh và nhóm thí sinh xuất sắc nhất của tám bảng bước tiếp vào vòng tứ kết, chia thành hai nhánh biểu diễn hai đêm tứ kết. Các cặp đấu được bắt cặp ngẫu nhiên với nhau, kết thúc vòng này sẽ chọn ra 8 trên tổng số 16 thí sinh bước tiếp vào vòng sau.

#### Tứ kết 1
Trực tiếp: 20 tháng 7 năm 2013
| Các phần trình diễn của đêm tứ kết 1 | Các phần trình diễn của đêm tứ kết 1        | Các phần trình diễn của đêm tứ kết 1 | Các phần trình diễn của đêm tứ kết 1 | Các phần trình diễn của đêm tứ kết 1 |
| Tiền thương lượng                    | Bài hát                                     | Thí sinh (Số điểm)                   | Kết quả                              |                                      |
| ------------------------------------ | ------------------------------------------- | ------------------------------------ | ------------------------------------ | ------------------------------------ |
| 20,000,000 ₫                         | "Chiếc lá cuối cùng" (Tuấn Khanh)           | Tuấn Nghĩa (46)                      | Thua                                 |                                      |
| 20,000,000 ₫                         | "Em nhớ anh vô cùng" (Duy Mạnh)             | Nguyễn Thị Lệ Ngọc (55)              | Thắng                                |                                      |
| 20,000,000 ₫                         | "Xin lỗi, anh yêu em" (Minh Vương)          | Võ Xuân Hiển (67)                    | Thắng                                |                                      |
| 20,000,000 ₫                         | "Hãy hát lên" (Vũ Quốc Việt)                | Kỳ Phương (34)                       | Thua                                 |                                      |
| 20,000,000 ₫                         | "The Silence" (Alexandra Burke)             | Đặng Thị Hoài Trinh (40)             | Thua                                 |                                      |
| 20,000,000 ₫                         | "Tìm về nơi đâu?" (Thanh Bùi và Tata Young) | It's Time (61)                       | Thắng                                |                                      |
| 20,000,000 ₫                         | "Bay" (Nguyễn Hải Phong)                    | Trần Quốc Thiên (64)                 | Thắng                                |                                      |
| 20,000,000 ₫                         | "It's All Coming Back to Me Now"            | Anh Thúy (37)                        | Thua                                 |                                      |

#### Tứ kết 2
27 tháng 7 năm 2013
| Các phần trình diễn của đêm tứ kết 2 | Các phần trình diễn của đêm tứ kết 2 | Các phần trình diễn của đêm tứ kết 2 | Các phần trình diễn của đêm tứ kết 2 | Các phần trình diễn của đêm tứ kết 2 |
| Tiền thương lượng                    | Bài hát                              | Thí sinh (Số điểm)                   | Kết quả                              |                                      |
| ------------------------------------ | ------------------------------------ | ------------------------------------ | ------------------------------------ | ------------------------------------ |
| 20,000,000 ₫                         | "Chỉ là giấc mơ" (Kim Ngọc)          | Lê Thị Tú Vi (27)                    | Thua                                 |                                      |
| 20,000,000 ₫                         | "Người hát tình ca" (Uyên Linh)      | Dòng Thời Gian (74)                  | Thắng                                |                                      |
| 20,000,000 ₫                         | "Anh sẽ nhớ mãi" (Bằng Kiều)         | Nguyễn Quốc Huy Luân (60)            | Thắng                                |                                      |
| 20,000,000 ₫                         | "Listen" (Beyoncé)                   | Nguyễn Thị Thùy Linh (41)            | Thua                                 |                                      |
| 20,000,000 ₫                         | "Ly cà phê Ban Mê" (Siu Black)       | Đặng Thị Lệ Hoa (10)                 | Thua                                 |                                      |
| 20,000,000 ₫                         | "Titanium" (David Guetta ft. Sia)    | Trần Hải Châu (91)                   | Thắng                                |                                      |
| 20,000,000 ₫                         | "Chỉ còn lại tình yêu" (Bằng Kiều)   | Nguyễn Ngọc Minh (58)                | Thắng                                |                                      |
| 20,000,000 ₫                         | "Đừng nhìn lại" (Lương Bằng Quang)   | H'Zina Bya (43)                      | Thua                                 |                                      |

### Đêm Bán kết
3 tháng 8 năm 2013
8 thí sinh vượt qua loạt trận vòng tứ kết bước vào đêm thi bán kết (8 thí sinh bắt cặp ngẫu nhiên thành 4 cặp thi đấu với nhau) chọn 4 người xuất sắc nhất bước vào đêm thi chung kết.
| Các phần trình diễn của đêm bán kết | Các phần trình diễn của đêm bán kết                 | Các phần trình diễn của đêm bán kết | Các phần trình diễn của đêm bán kết | Các phần trình diễn của đêm bán kết |
| Tiền thương lượng                   | Bài hát                                             | Thí sinh (Số điểm)                  | Kết quả                             |                                     |
| ----------------------------------- | --------------------------------------------------- | ----------------------------------- | ----------------------------------- | ----------------------------------- |
| 30,000,000 ₫ thêm 10,000,000 ₫      | "Lặng thầm một tình yêu" (Hồ Ngọc Hà ft. Thanh Bùi) | Nguyễn Thị Lệ Ngọc (40)             | Thua                                |                                     |
| 30,000,000 ₫ thêm 10,000,000 ₫      | "Hẹn hò" (Phạm Duy)                                 | Nguyễn Quốc Huy Luân (61)           | Thắng                               |                                     |
| 30,000,000 ₫                        | "Trở về" (Nguyễn Dân)                               | Võ Xuân Hiển (16)                   | Thua                                |                                     |
| 30,000,000 ₫                        | "Mượn" (Lưu Thiên Hương)                            | Trần Hải Châu (85)                  | Thắng                               |                                     |
| 30,000,000 ₫                        | "Cỏ và mưa" (Giáng Son)                             | Trần Quốc Thiên (53)                | Thắng                               |                                     |
| 30,000,000 ₫                        | "Dòng thời gian" (Nguyễn Hải Phong)                 | Nguyễn Ngọc Minh (48)               | Thua                                |                                     |
| 30,000,000 ₫ thêm 10,000,000 ₫      | "Nếu chỉ sống một ngày"                             | It's Time (41)                      | Thua                                |                                     |
| 30,000,000 ₫ thêm 10,000,000 ₫      | "Il Mio Cuore Va" (Sarah Brightman)                 | Dòng Thời Gian (60)                 | Thắng                               |                                     |

### Đêm Chung kết
Ngày 10 tháng 8 diễn ra đêm chung kết, 4 thí sinh xuất sắc nhất lọt vào đêm thi này chia thành 2 cặp đấu với nhau ở bán kết, người chiến thắng 2 cặp đấu này sẽ đối đâì với nhau trong trận cuối cùng. Trần Hải Châu đã vượt qua nhóm Dòng thời gian ở trận bán kết và Huy Luân trong trận chung kết để trở thành quán quân của giải.
| Bán kết                                                                    | Bán kết                                                                       | Bán kết                             | Bán kết     |
| Tiền thương lượng                                                          | Bài hát                                                                       | Thí sinh (Số điểm)                  | Kết quả     |
| -------------------------------------------------------------------------- | ----------------------------------------------------------------------------- | ----------------------------------- | ----------- |
| 50,000,000 ₫                                                               | "Dấu tình sầu"                                                                | Trần Quốc Thiên (44)                | Thua        |
| 50,000,000 ₫                                                               | "Chiều một mình qua phố"                                                      | Nguyễn Quốc Huy Luân (57)           | Thắng       |
| 50,000,000 ₫                                                               | "Dẫu có lỗi lầm"                                                              | Dòng Thời Gian (11)                 | Thua        |
| 50,000,000 ₫                                                               | "Unfaithful" (Rihanna)                                                        | Trần Hải Châu (90)                  | Thắng       |
| Chung kết                                                                  |                                                                               |                                     |             |
| Điểm tổng = Điểm của giám khảo + Điểm khán giả (tính theo tỉ lệ phần trăm) |                                                                               |                                     |             |
| Tiền thương lượng                                                          | Bài hát                                                                       | Thí sinh (Số điểm)                  | Kết quả     |
| 60,000,000 ₫                                                               | "Đồng xanh"/"Green Fields" (The Brothers Four) "Bức họa đồng quê" (Văn Phụng) | Nguyễn Quốc Huy Luân (15 + 27 = 42) | Thua        |
| 60,000,000 ₫                                                               | "Bust Your Windows" (Jazmine Sullivan) "Giận anh" (Đức Trí)                   | Trần Hải Châu (86 + 73 = 159)       | Chiến thắng |

- Trình diễn của khách mời:
  - Hồ Ngọc Hà ("Hãy thứ tha cho em")
  - Văn Mai Hương ("Là em đó")